# エヴリタニア県

エヴリタニア県
Περιφερειακή ενότητα Ευρυτανίας測地系: 北緯39度0分 東経21度40分 / 北緯39.000度 東経21.667度座標: 北緯39度0分 東経21度40分 / 北緯39.000度 東経21.667度

エヴリタニア県（エヴリタニアけん、ギリシア語: Ευρυτανία / Evritania）、ギリシャ共和国の中央ギリシャ地方を構成する行政区（ペリフェリアキ・エノティタ）のひとつ。県都はカルペニシ。

## 地理

### 位置・広がり
西から南にかけてエトリア＝アカルナニア県、北はカルディツァ県、東はフティオティダ県にそれぞれ接している。

### 地勢
県内のほとんどが山地であり、県南部にはスキーで賑わうティンフリストス山があり、パネトリコ山脈が走っている。また、アヘロオス川やアグラフィオティス川、メグドヴァ川などが県内を流れ、イオニア海に注いでいる。また、2004年には、県東部にティンフリストス・トンネルが完成した。
- ヴェルクシ山
- パンダヴレヒ峡谷

### 気候
県の西部では、地中海性気候と高山気候を混ぜ合わせたような気候が見られ、夏は温暖で、冬には雪が見られる。

### 主要な都市・集落
人口3,000人以上の都市・集落には以下がある。
- カルペニシ （カルペニシ市） - 6,775人

エヴリタニア県はギリシャで最も人口の少ない県の一つで、県中部にある県都カルペニシが最大の町である。これに次ぐのは、北部のアグラファ、ラプトプロ（いずれもアグラファ市）がそれぞれ人口約1000人の集落である。
- カペルニシ

## 歴史
エヴリタニア県の地域は、紀元前6000年から紀元前5000年頃に、初めて人間が居住し始めた。この地域はやがて共和政ローマの領土に組み込まれ、ローマ帝国の東西分裂後は、東ローマ帝国の統治領となった。一時はフランス人に支配されたが、その後エピロス専制公国に編入され、オスマン帝国に併合された。この時、東部と南部はオスマン帝国の直接統治となったが、アグラファ山脈周辺の地域は、征服が困難であったために、自治権を与えられて支配下に入る形となった。その400年後のギリシャ独立戦争の結果、この地域はギリシャ王国の領土となった。今まで貧しかったこの地域の経済は、それから急激に成長し始めた。第二次世界大戦とギリシャ内戦を経て、1940年代末にようやくこの地域に平和が戻り、経済は復活した。また、農村部の人口が都市に流出し始めたのも、この頃であった。
1947年、エトリア＝アカルナニア県から分割されて、エヴリタニア県が成立した。
1950年代に入ると、電気やラジオ放送、道路などが整備された。1990年代にはインターネットが普及した。

## 社会

### 人口
2001年の国勢調査によれば、エヴリタニア県の人口はギリシャ全土でレフカダ県に次いで少なかった。人口密度においても、グレヴェナ県に次ぐ稀薄さを示していた。

## 行政区画

エヴリタニア県

### 市（ディモス）
エヴリタニア県は、以下の自治体（ディモス、市）から構成される。人口は2001年国勢調査時点。
|   | 自治体名   | 綴り      | 政庁所在地      | 面積 Km² | 人口   |
| - | ---------- | --------- | --------------- | -------- | ------ |
| 1 | カルペニシ | Καρπενήσι | カルペニシ (el) | 948.5    | 18,449 |
| 2 | アグラファ | Άγραφα    | アグラファ (el) | 924.1    | 13,604 |

### 旧自治体（ディモティキ・エノティタ）

エヴリタニア県の旧自治体（2010年まで）

カリクラティス改革（2010年）以前の広域自治体（ノモス）としてのエヴリタニア県は、以下の11の基礎自治体（ディモス）から構成されていた。改革後、旧自治体は新自治体（ディモス）を構成する行政区（ディモティキ・エノティタ）となっている。
| 番号 | デモス           | ギリシャ語   | 政庁所在地             | 郵便番号 | 人口（2001年） |
| ---- | ---------------- | ------------ | ---------------------- | -------- | -------------- |
| 1    | カルペニシ       | Καρπενήσι    | カルペニシ             | 361 00   | 9,390          |
| 2    | アグラファ       | Άγραφα       | アグラファ             | 360 73   | 3,707          |
| 3    | アペランディア   | Απεραντία    | グラニツァ             | 360 72   | 3,213          |
| 4    | アスプロポタモス | Ασπροπόταμος | ラプトプロ             | 360 70   | 2,729          |
| 5    | ドムニスタ       | Δομνίστα     | クリケロ               | 360 76   | 2,163          |
| 6    | ヴィニャニ       | Βίνιανη      | ケラソホリ             | 360 71   | 1,438          |
| 7    | クティメニア     | Κτημένια     | アヤ・トリアダ         | 360 80   | 1,168          |
| 8    | ポタミア         | Ποταμιά      | メガロ・ホリオ         | 360 75   | 1,933          |
| 9    | プルソス         | Προυσσός     | プルソス               | 360 74   | 2,253          |
| 10   | フルナ           | Φουρνά       | フルナ                 | 360 80   | 1,542          |
| 11   | フラギスタ       | Φραγκίστα    | ディティキ・フラギスタ | 360 71   | 2,533          |

- Διοικητική διαίρεση νομού Ευρυτανίας - エヴリタニア県の自治体・集落一覧（1999年 - 2010年）

## 交通
- 国道38号線

## 著名な出身者
- パヴロス・バコヤンニス (1935-1989、政治家)
- ステファノス・グラニツァス (1880-1915、作家・記者)
- スピロス・パリウラス (1875-1957、作家)
- ザハリアス・パパンドニウ (1877-1940、作家・記者)